# いわき運輸区
いわき運輸区（いわきうんゆく）は、かつて福島県いわき市に存在した東日本旅客鉄道（JR東日本）水戸支社の運転士･車掌が所属する組織である。2023年5月31日限りで廃止し、現在はいわき統括センター。

## 乗務範囲

### 定期列車
- 常磐線
  - 普通列車：水戸 - 原ノ町間
  - 特急ひたち：勝田 - 原ノ町間
  - 臨時列車：水戸 - 原ノ町間

## 歴史
- 1897年（明治30年）2月25日 - 日本鉄道 水戸 - 平間が開業し、平に車掌が配置される。
- 1906年（明治39年）11月1日 - 平車掌駐在所開設。
- 1914年（大正3年）3月1日 - 水戸車掌監督平駐在開設。
- 1929年（昭和4年）5月11日 - 水戸車掌所平支所に改称。
- 1936年（昭和11年）9月1日 - 水戸車掌区平支区に改称。
- 1948年（昭和23年）9月25日 - 平車掌区に昇格。
- 1994年（平成6年）12月1日 - 平運輸区からいわき運輸区に改称。
- 2023年（令和5年）6月1日 - いわき、泉各駅と統合し、いわき統括センター発足。当区は廃止。

| スタブアイコン | サブスタブ | この項目は、まだ閲覧者の調べものの参照としては役立たない、鉄道に関連した書きかけの項目です。この項目を加筆・訂正などしてくださる協力者を求めています（P:鉄道/PJ:鉄道）。 |